# Ola Hanson

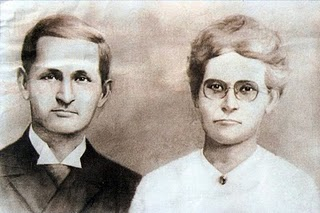
Ola och Minnie Hanson

Ola Hanson, född 1864 i Åhus, Skåne, död 1927 i USA, var en svensk-amerikansk missionär och lingvist som verkade i nuvarande Myanmar och översatte bibeln till burmeser och därmed skapade skrivspråket kachin.

## Biografi
Ola Hanson växte upp i Åhus i Skåne och utvandrade till USA vid 16 års ålder. Han döptes i en svensk baptistkyrka i Minnesota. Utsänd från ett amerikanskt baptistsamfund åkte han 1890 som missionär till Burma där han arbetade bland Kachinfolket.
Ola Hansons livsverk var att översätta bibeln till språket kachin, han skapade skriftspråket då det vid den tiden endast existerade som talspråk. Att få färdigt översättning tog nästan 30 år. Nya testamentet var klart 1911 och gamla testamentet 1926.
Idag, 2015 finns det cirka 300 000 baptister bland kachinerna. 
Ola Hanson var gift med Minnie Hanson.